# ژولین گرین
ژولین هارتریج گرین (به فرانسوی: Julian Hartridge Green) نویسنده قرن بیستم میلادی اهل آمریکا است.

## کتابشناسی
رمان
- آدرین مزورا (۱۹۲۷)
- لویاتان / سفر سیاه (۱۹۲۹)
- رویاگر {مرد خیالی} (۱۹۳۴)
- نیمه‌شب (۱۹۳۶)
- روزگار خوش {خاطرات روزهای خوش} (۱۹۴۲)
- اگر به جای شما بودم (۱۹۴۷)
- موئیرا (۱۹۵۰)
- هر مردی در شب خویش (۱۹۶۰)

نمایش‌نامه
- جنوب (۱۹۵۳)
- دشمن (۱۹۵۴)
- سایه (۱۹۵۶)

سایر آثار
- جوانی فناناپذیر
- شریر
- یادداشت‌های روزانه
- امروز دنیا
- عزیمت در سپیده‌دم
- هزار راه گشوده